# Stäringe

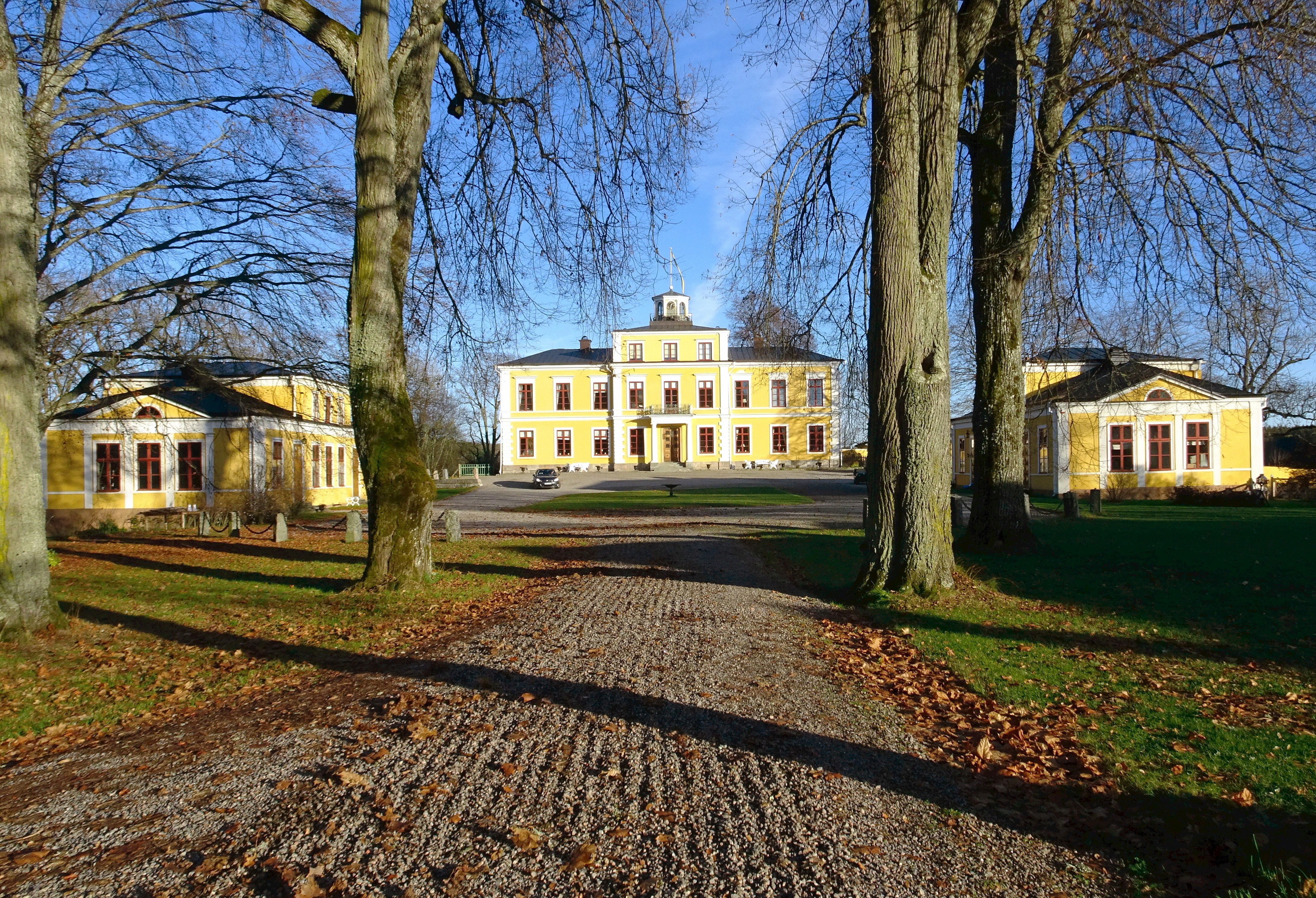
Stäringes huvudbebyggelse i november 2021.

Stäringe är ett säteri i Årdala socken, Flens kommun, Södermanlands län. Stäringes huvudbebyggelse ligger på en höjd mellan sjöarna Uren och Månsjön.

## Historik

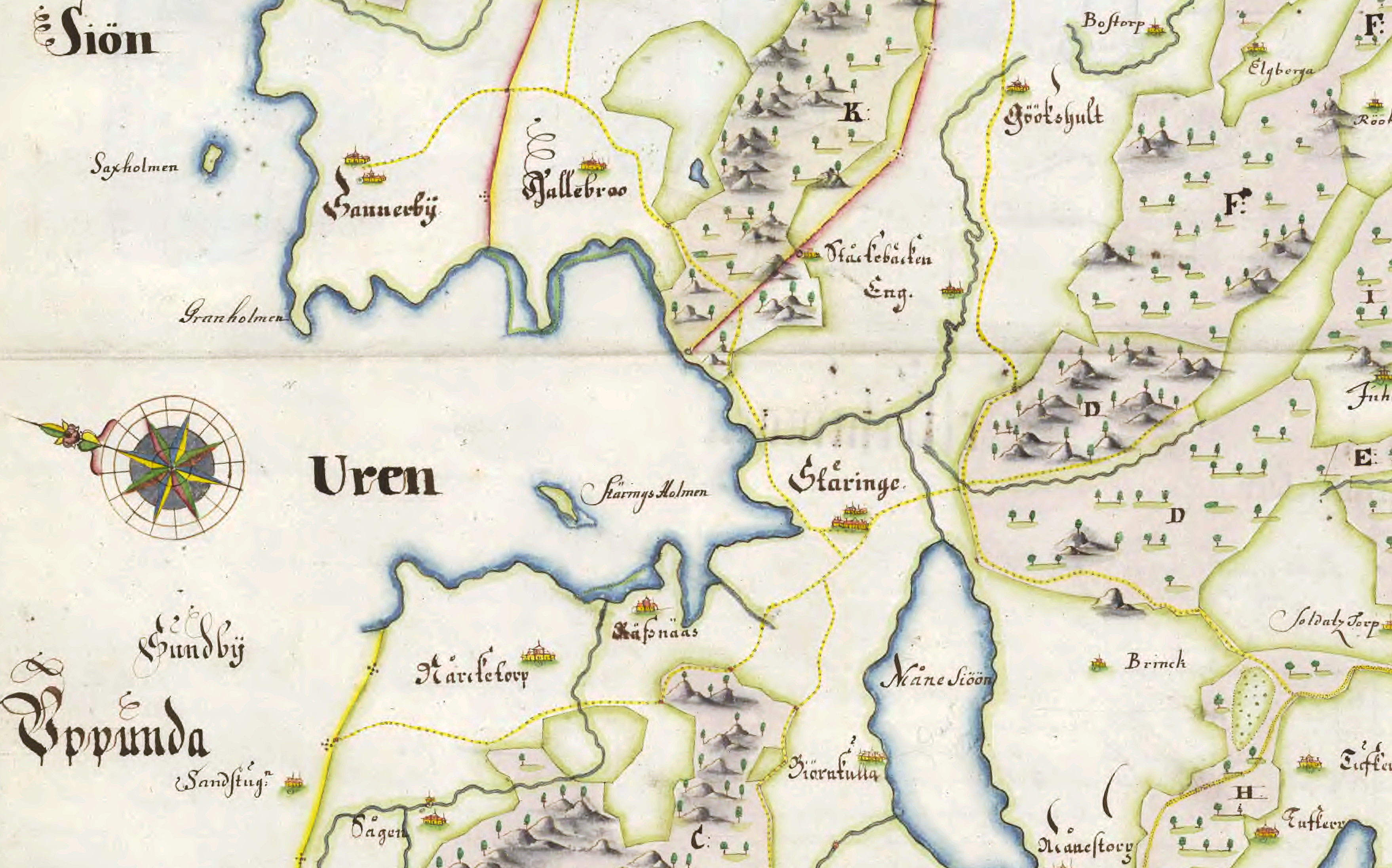
Stäringe på en avmätning från år 1714.

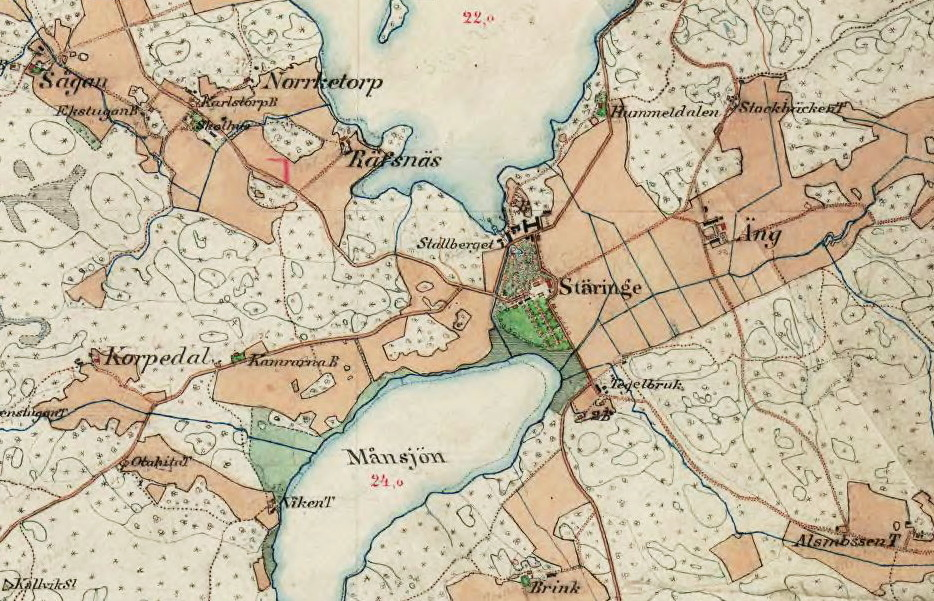
Stäringe på 1890-talet.

Att platsen var bebodd redan under forntiden visar flera fornfynd i gårdens närmaste omgivning. Bland annat märks tre runstenar som står i gårdens park (ditflyttade 1882). Inskriptionen på den största, Södermanlands runinskrifter 320, omnämner Byrsten, vilken betraktas som den mest namnkunnige Österlandsfarare.
Stäringe har historiskt sett legat i Årdala socken och Villåttinge härad. Egendomen är känd från första hälften av 1300-talet, då det omnämns i skrift 1338. Stället  tillhörde då riddaren Sigge Magnusson på Lagmansö (av Vinstorpaätten), men tycks inte ha varit bebyggd, utan lydde i 200 år under Lagmansö. 1583 kom Stäringe genom ett arvskifte till Görvel Jönsdotter och hennes make riksrådet Gustaf Björnsson (Bååt) (död 1594). Godset ärvdes sedan av dottern Brita Gustafsdotter Bååt, gift med Arvid Posse till Ängsö. Det var hon som gjorde Stäringe till säteri för vilket privilegier utfärdades av drottning Kristina 1616 (enligt vissa källor 1619). Innan dess fanns där en by
som förstördes genom en brand. Brita Bååts efterkommande ägde säteriet ända fram till 1692 då egendomen såldes till greve Nils Bielke. 
Bielke transporterade köpet på Niklas von Preutz som tidigare varit arrendator på Stäringe. Från dennes arvingar återlöstes gården 1708 av medlemmar till släkten Sparre. Därefter tillföll gården Catarina von Falkenberg, änka efter landshövdingen Leonard Ribbing. Efter hennes död 1716 ärvdes godset av sonen friherre Pehr Ribbing.
Egendomen stannade i släkten Ribbing till 1828 då den såldes till friherren August Theodor Adelswärd (1803–1887) för 70 000 riksdaler banco. Därmed började en ny tid för Stäringe. Han lät uppföra nuvarande corps de logi och förbättrade samt utökade gårdens odlingar så att Stäringe blev en av de mest framstående inom länet. 
Genom en 560 meter lång grävd kanal mellan sjöarna Uren och Månsjön fick man vattenkraft som drev ett litet kraftverk för elektrisk belysning och drift. Vid hans död köptes Stäringe av sonen friherre Axel Reinhold August Adelswärds yngre barn vilka i sin tur sålde gården 1910 den äldste brodern, stadsrådet Axel Theodor Adelswärd. Egendomen stannade i Adelswärds släkt till 1918, därefter gick gården genom flera händer tills den förvärvades 1929 av godsägaren Kjell Francke (1886–1946).
Från 1946 ägdes Stäringe av sonen Robert Francke (1923–2006). Under hans ledning utvecklades gården till ett mönsterjordbruk med storskalig mjölproduktion, i samarbete med Alfa-Laval. På 1960-talet omfattade Stäringes marker 200 hektar öppen jord och 1 100 hektar skog. Den skånska storbonden Magnus Ericsson blev ny ägare till Stäringe 2010. På gården bedrivs i dag storskalig uppfödning av nötkreatur samt hästverksamhet med stuteri.

## Bebyggelsen

### Exteriör

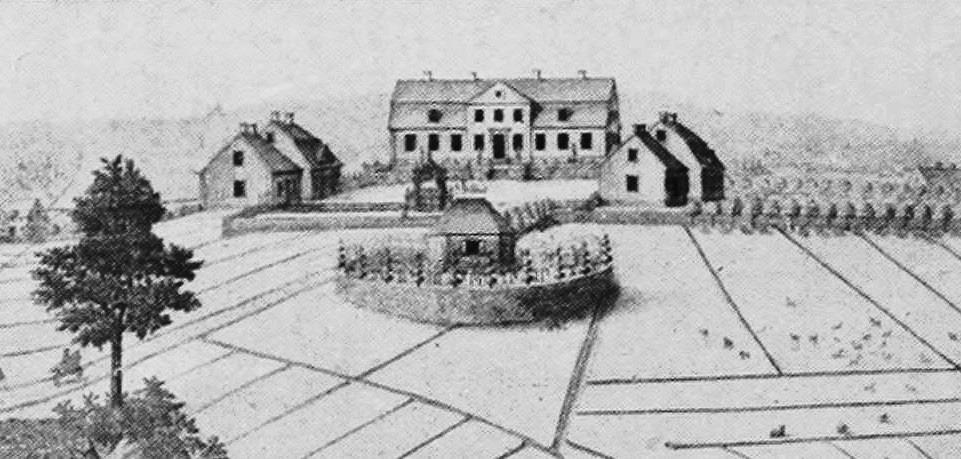
Stäringes huvudbyggnad på 1760-talet.

På en illustration från 1760-talet framgår gårdsbebyggelsens tidigare utseende som uppfördes sedan den äldre mangården brunnit ner. Där syns en huvudbyggnad i en våning under ett brutet sadeltak och med en frontespis på entrésidan. I anslutning åt väster står fyra gårdsflyglar. Det hela ligger upphöjd på en terrass.
Nuvarande corps de logi byggdes i sten och färdigställdes 1839 vilket framgår av årtalet på klockan som hänger i takets lanterin. Den nya bebyggelsen uppfördes på 1830-talet för kammarherren friherre August Theodor Adelswärd efter ritningar av arkitekt Axel Nyström. Han gestaltade huvudbyggnaden  i empir i två våningar med en framspringande frontespis i tre våningar som kröns av ett klocktorn. Yttertaket utformades som ett flackt valmat sadeltak, täckt med plåt. Mot öster accentuerades byggnaden av två som pocher utformade sidoflyglar.
I väster flankeras huvudbyggnaden av två fristående flyglar, de är av trä och går möjligen tillbaka till 1600-talet. De ombyggdes i nyklassicistisk stil av Nyström som även stod för den arkitektoniska utformningen av gårdens orangeri som står i fil med södra flygelbyggnaden. Gårdens ekonomibyggnader ligger samlade på ladugårdsbacken norr om mangården. Även de byggdes huvudsakligen under August Theodor Adelswärds tid. Under 1900-talet har det tillkommit moderna ekonomibyggnader. Till egendomen hörde fyra utgårdar; Tuvekärr, Hallebro, Rävsnäs och Äng samt talrika torp.

Nutida exteriörbilder
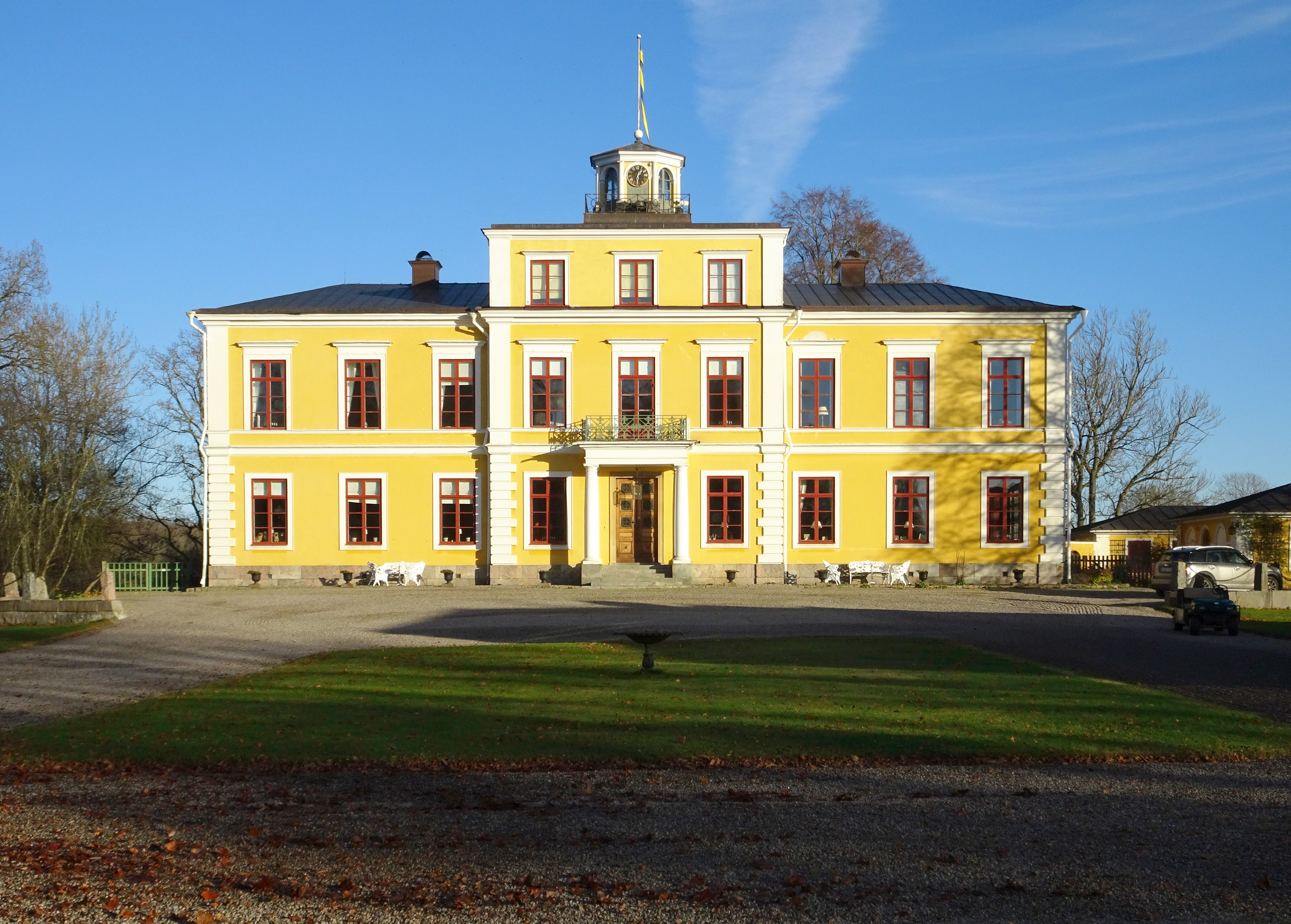
Huvudbyggnad.
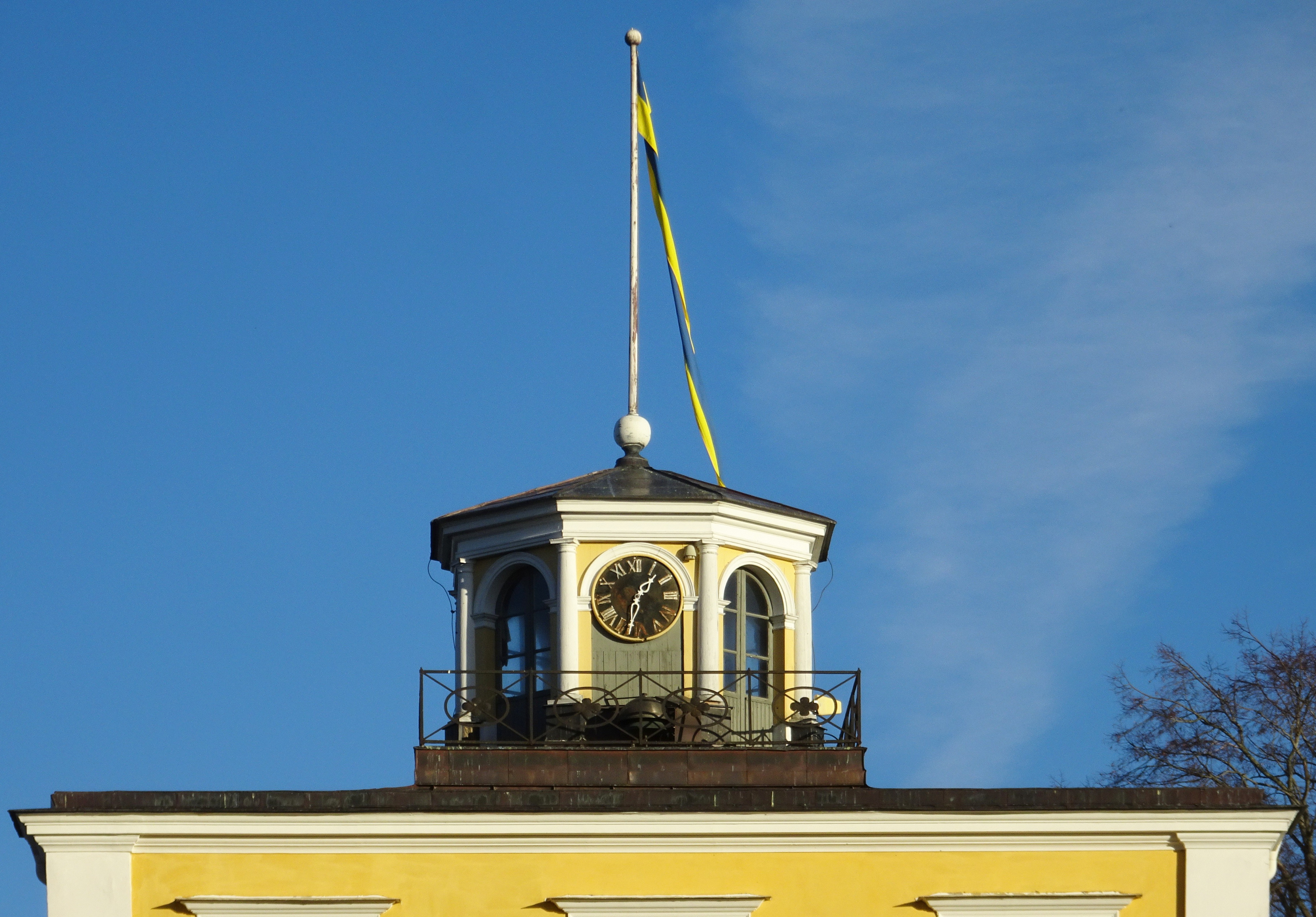
Klocktornet.
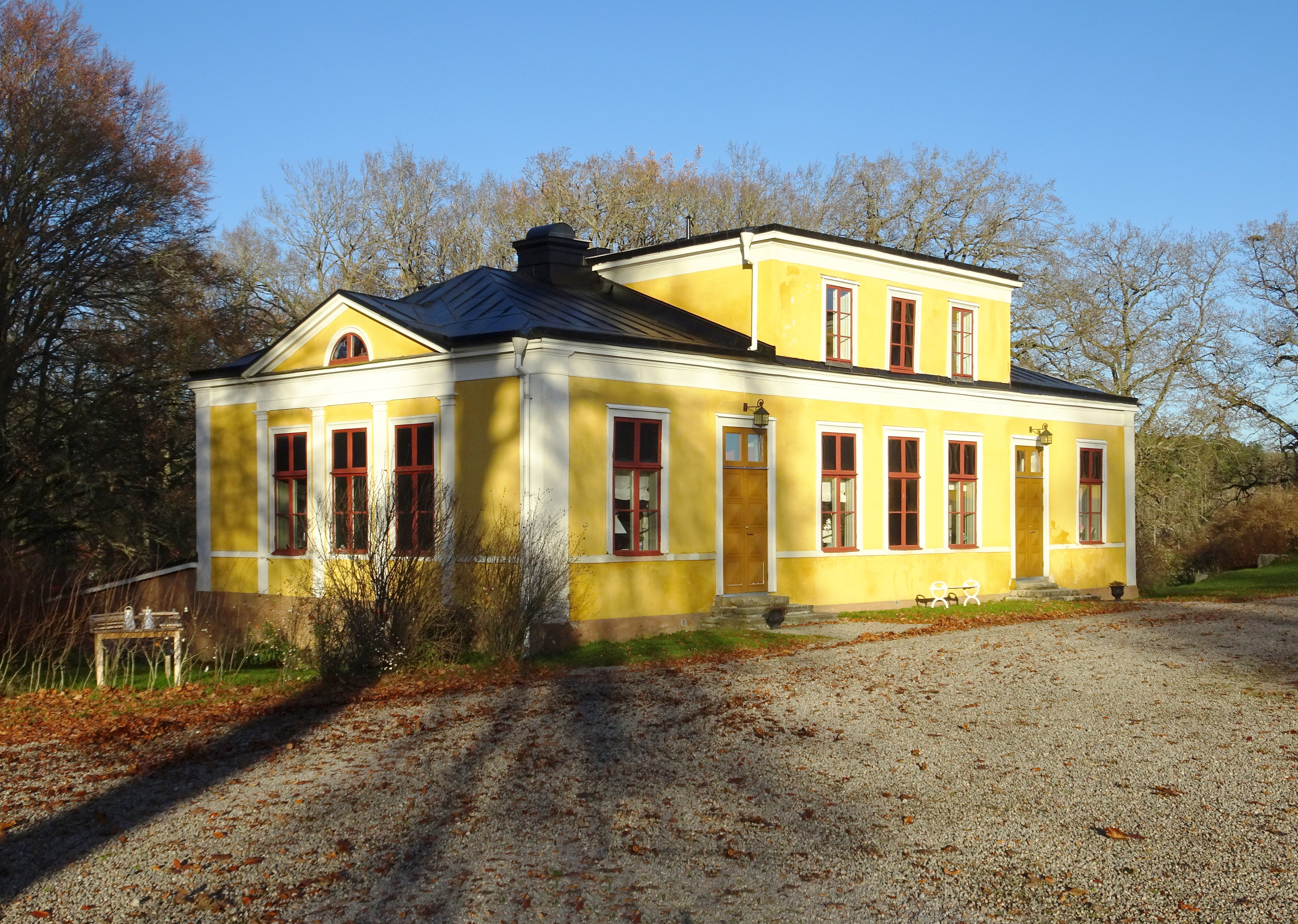
Norra flygeln.
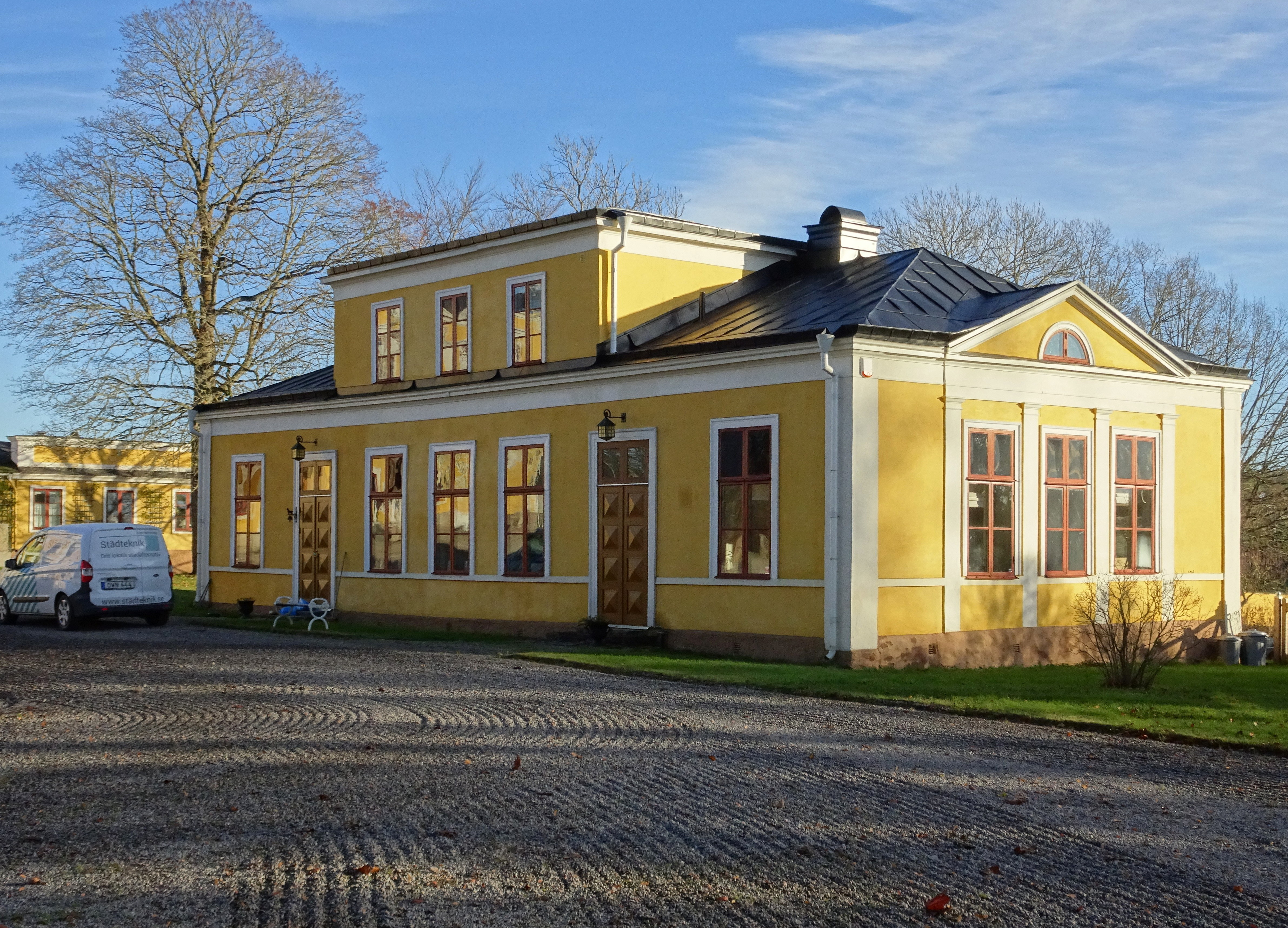
Södra flygeln.

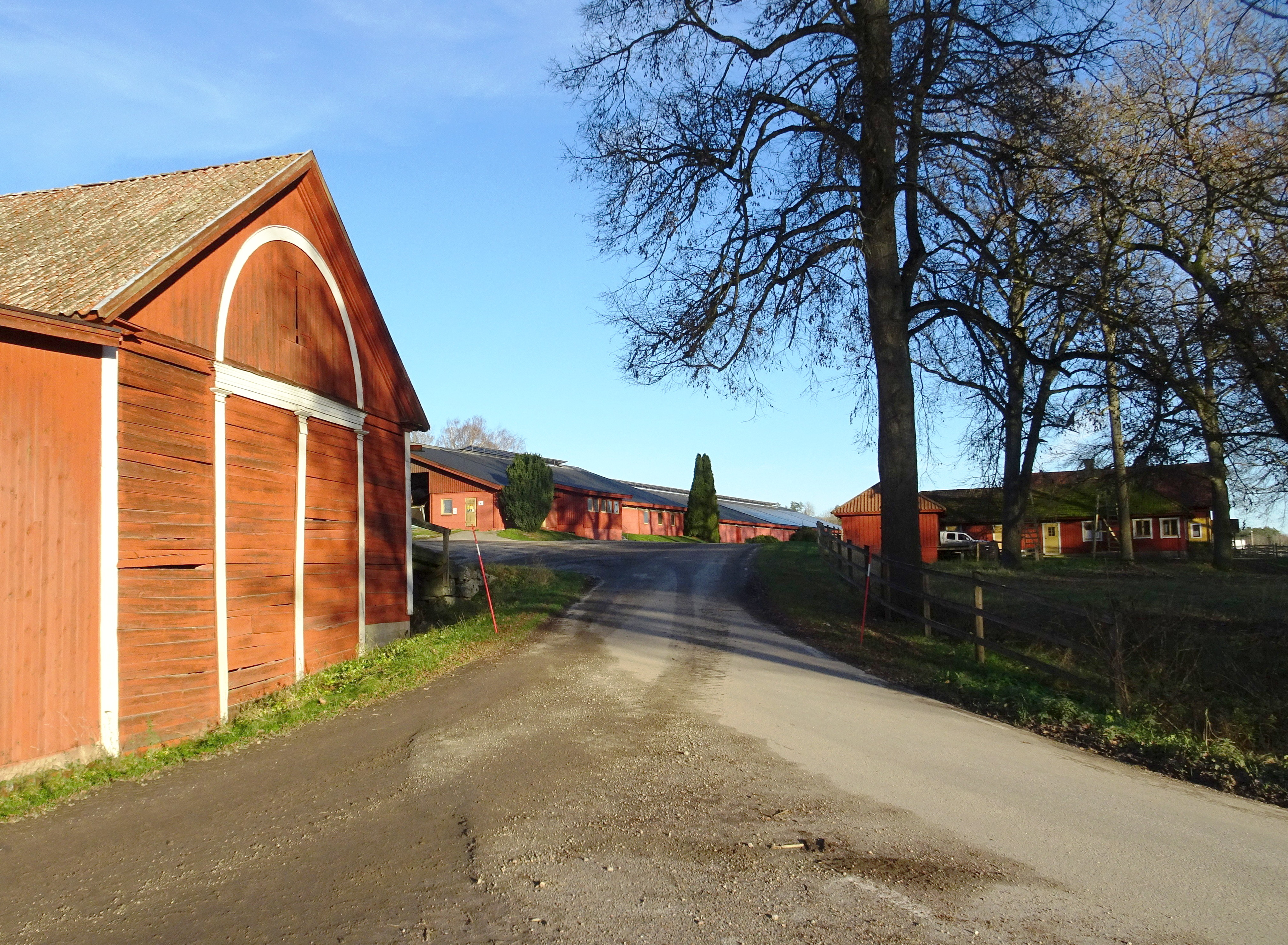
Ladugårdsbacken.
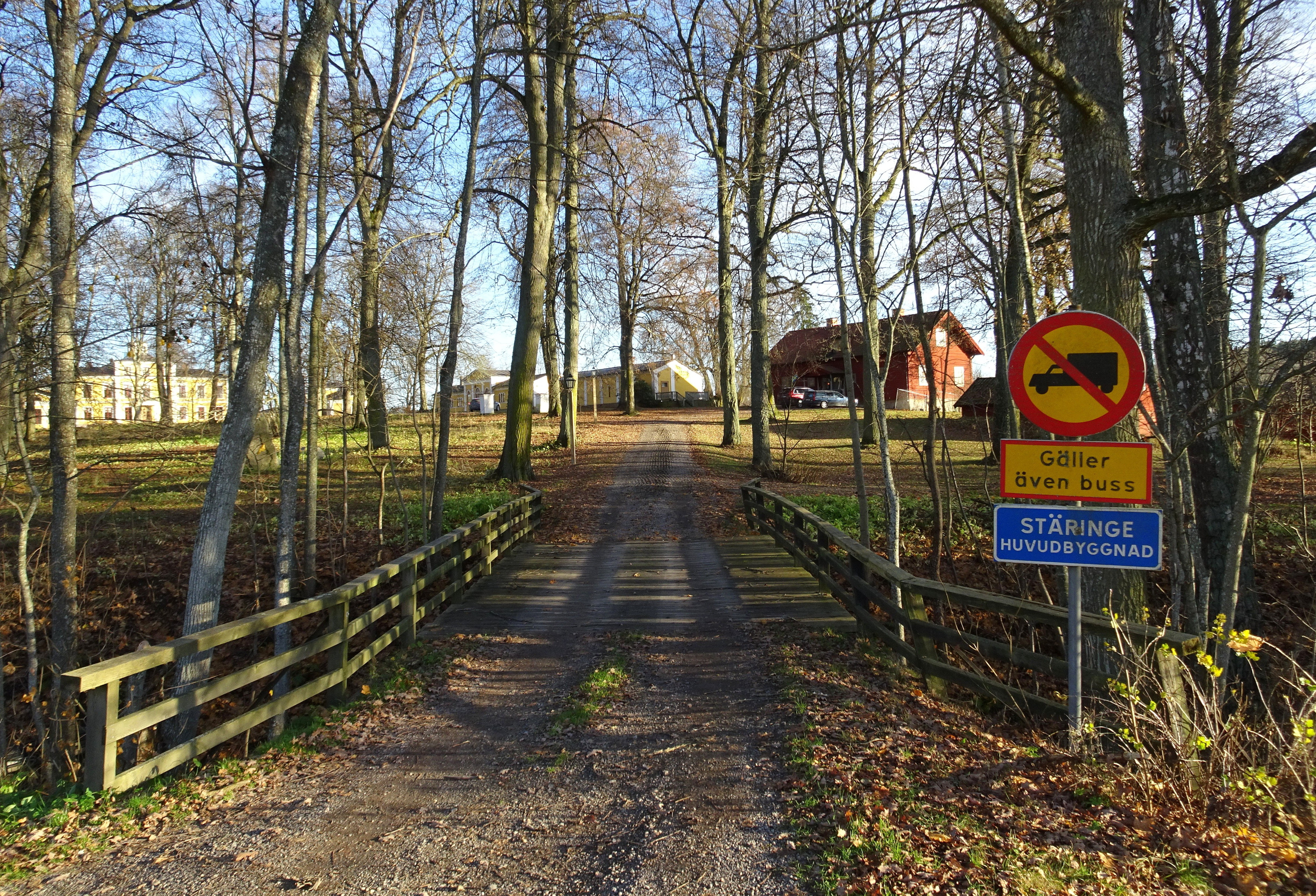
Infarten med bron över kanalen som grävdes mellan Uren och Månsjön.
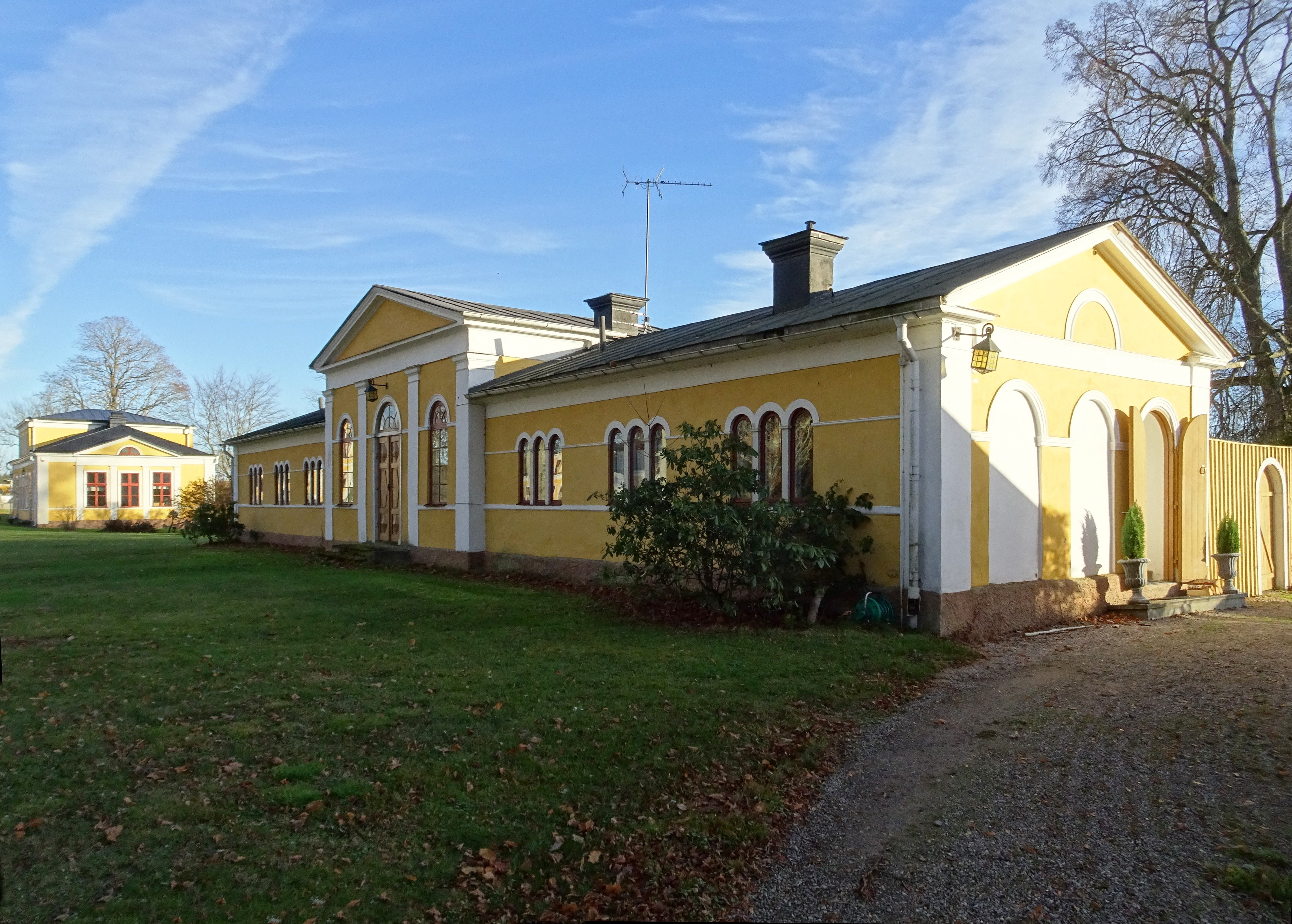
Orangeriet.
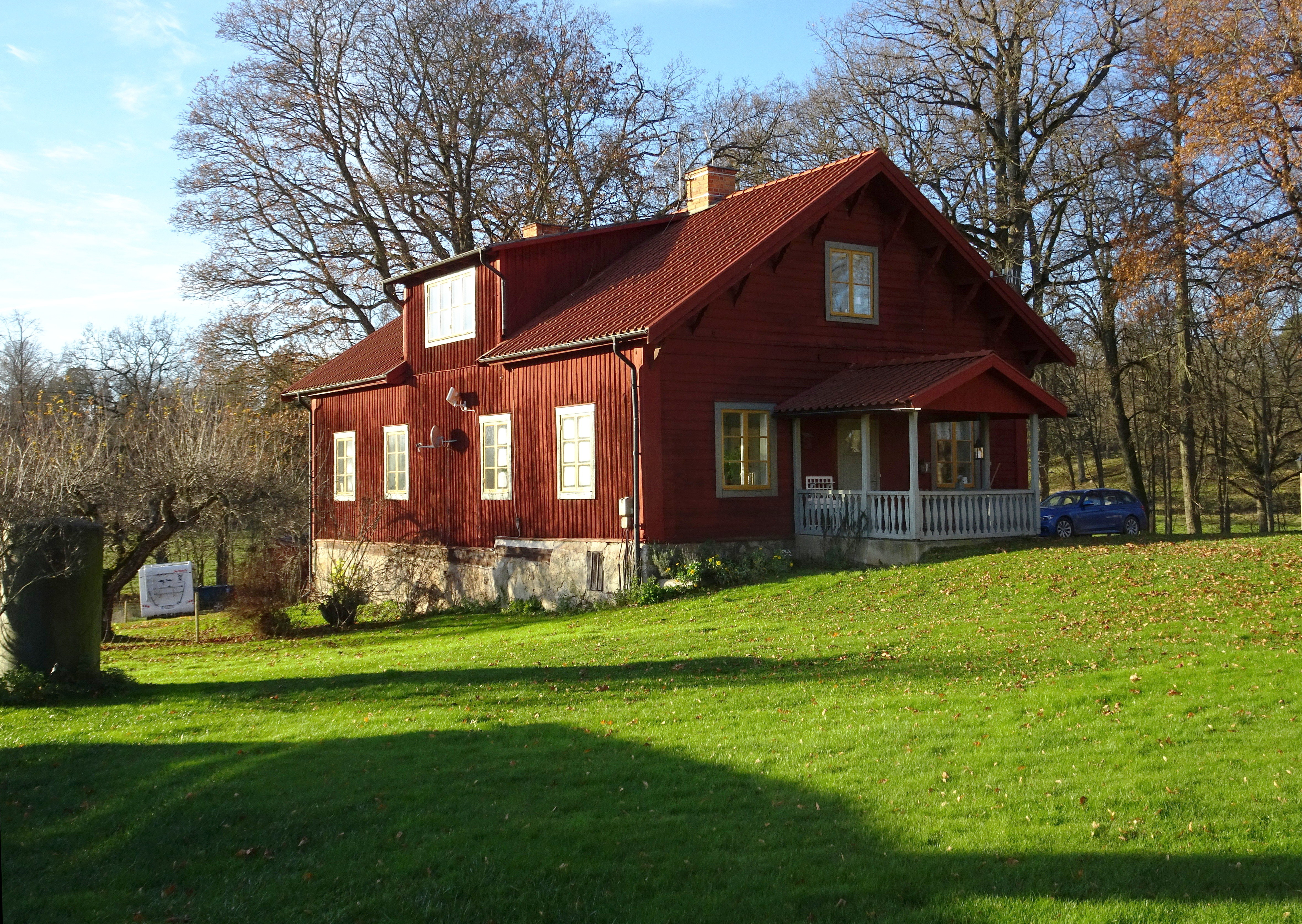
F.d. arbetarbostad.

### Interiör
Man beträder huvudbyggnaden via en ståtlig hall, avdelad av dubbla kolonner i toskansk ordning. Till vänster ligger en sal vars väggar smyckas av tapeter med en grisaillemålning visande bland annat Napoleons egyptiska fälttåg och hans festliga mottagande i Alexandria. Målningen härrör från husets byggtid och fanns då i husherrens förmak. Trappan till övre våningen gestaltades av Nyström palatslikt med väggar målade i imiterad kolmårdsmarmor med vita pilaster. Salongen ligger centralt i övervåningen. Rummet har ståtliga, skulpterade dörrar, ritade av Nyström. Mitt i rummet leder ett franskt fönster ut till en balkong med vid utsikt över gårdens park och sjöarna.

Historiska interiörbilder
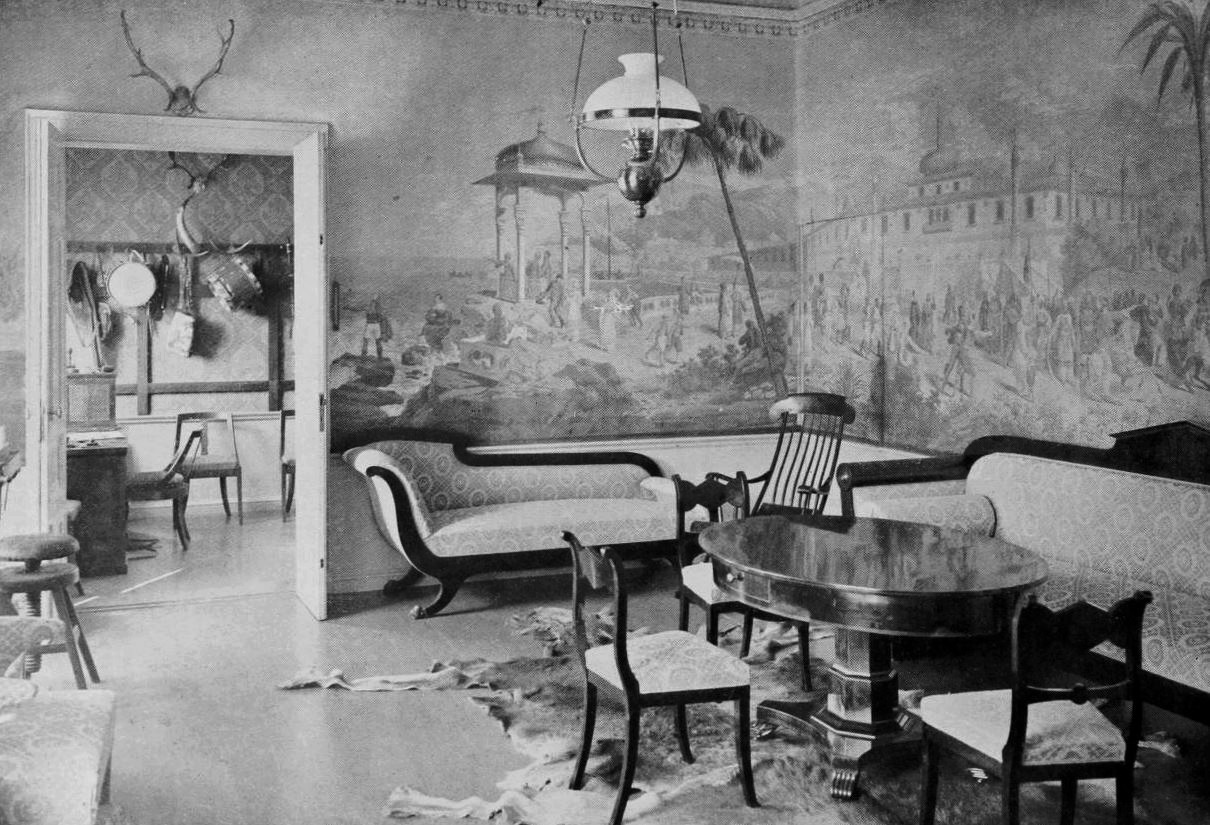
Husherrens förmak på 1890-talet.
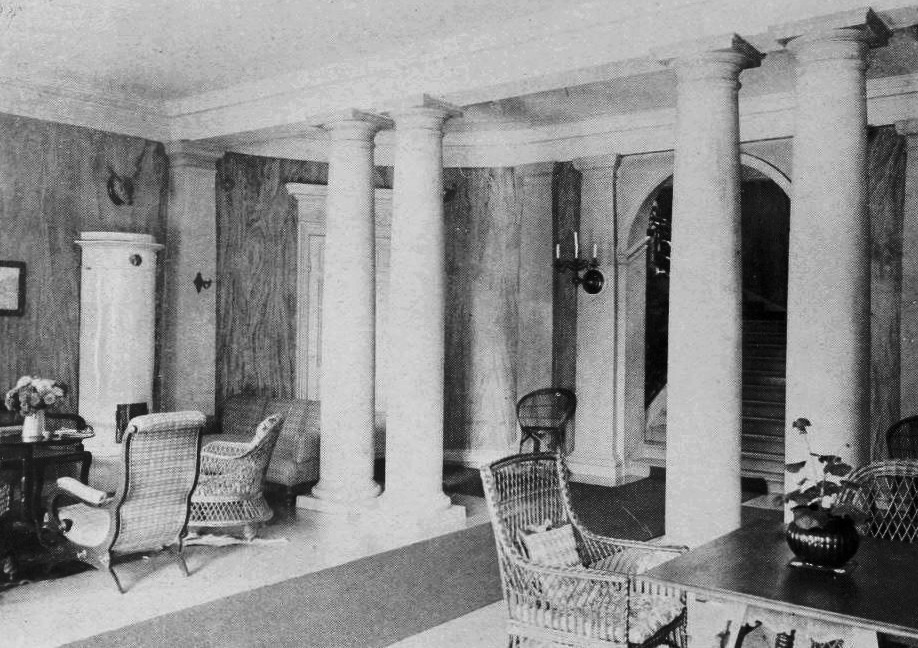
Hallen på 1890-talet.
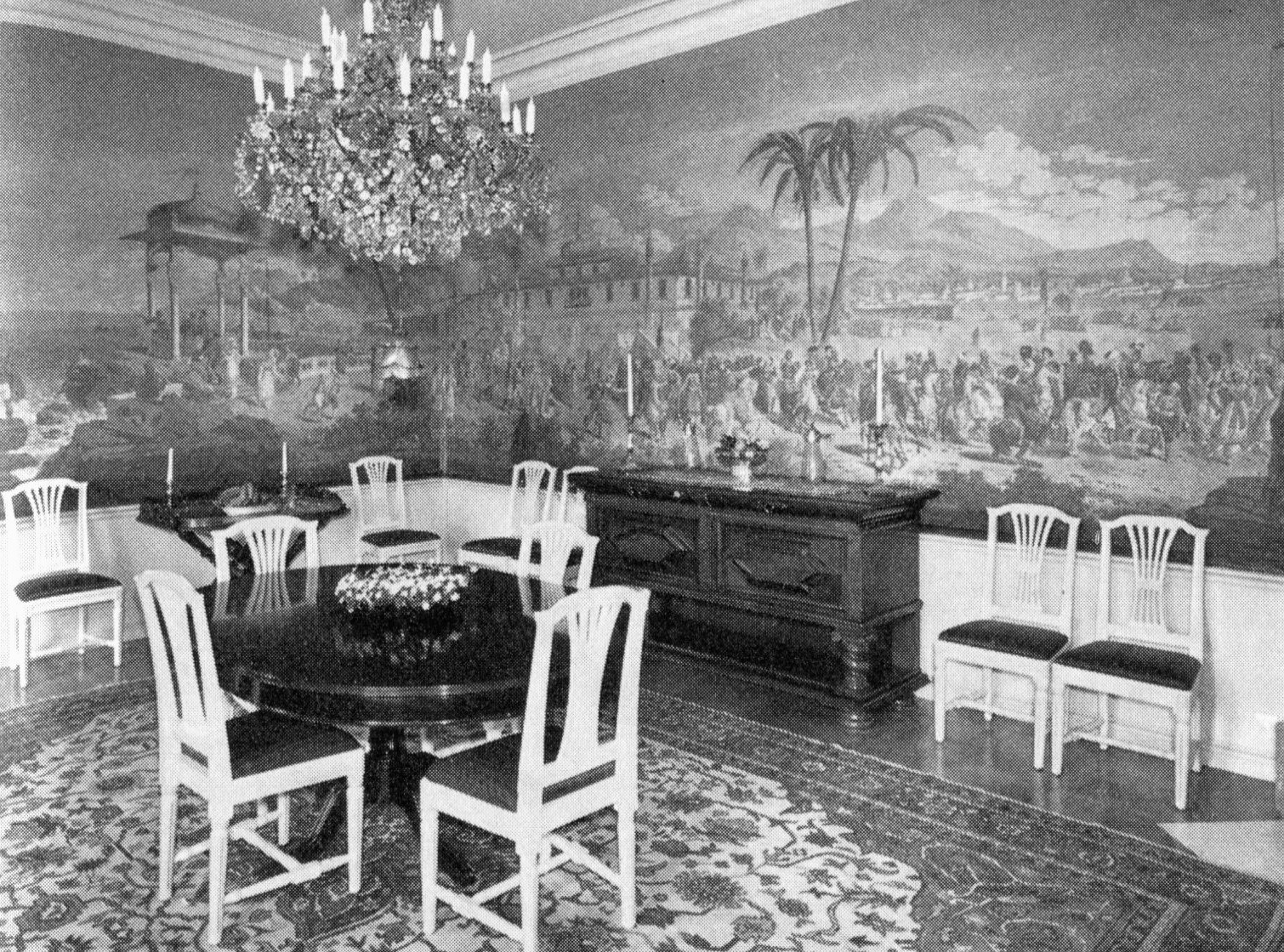
Tidigare förmak på 1960-talet.
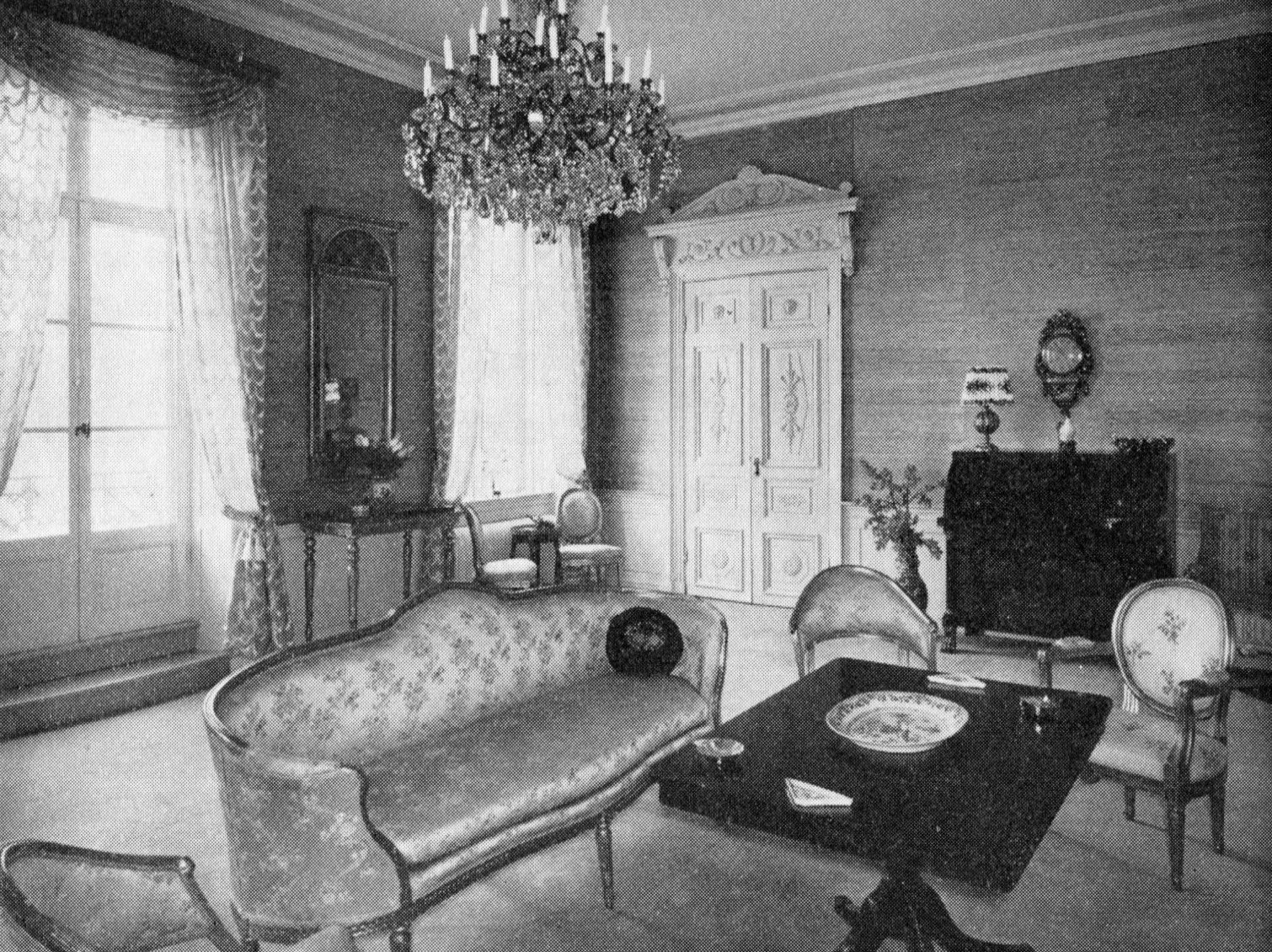
Salongen på övervåningen, 1960-tal.

## Ur ägarelängden
- 1616: Brita Gustafsdotter Bååt
- 1630 (cirka): Görvel Posse
- 1671: Erik Sparre
- 1687: Carl Vilhelm Sparre
- 1692: Nils Bielke
- 1708: Sparresläkten
- 1710: Catharina von Falkenberg
- 1716: Släkten Ribbing
- 1828: August Theodor Adelswärd

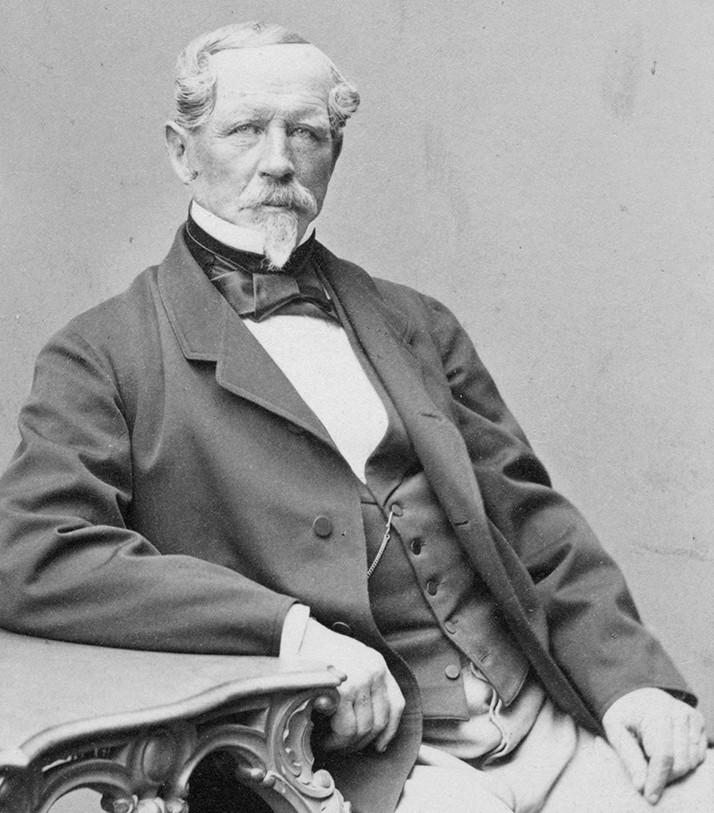
August Theodor Adelswärd, byggherren för nuvarande gårdsanläggning.

- 1887: Axel Reinhold August Adelswärds yngre barn
- 1910: Axel Teodor Adelswärd
- 1918: Flera ägare
- 1929: Kjell Francke
- 1946: Robert Francke
- 2010: Magnus Ericsson